# Витолин, Пётр Янович
Пётр Янович Витолин (латыш. Pēteris Vītoliņš; (1892, деревня Лепинан, Эллернская волость, Фридрихштадтский уезд, Курляндская губерния — 10 февраля 1938, полигон «Коммунарка») — советский партийный деятель, журналист. Латыш. Активный участник установления советской власти в Калужской губернии.

## Биография
Учился в сельской школе, затем в г. Якобштадте в городском училище, из которого был исключен в 1907 году за участие в собраниях.
Член РСДРП с 1908 года. В 1910 году возглавлял социал-демократическую организацию Курляндии, организовал подпольную типографию, в которой печатался журнал «Товарищ по борьбе».
В феврале-ноябре 1914 года — секретарь больничной кассы Русско-Балтийского вагоностроительного завода (Рига). В том же году был исключен из партии в результате конфликта внутри местной организации РСДРП, но вскоре восстановлен, а в декабре 1914 года был арестован.
В 1916 году за революционную деятельность арестован, а в декабре — осуждён к административной высылке на поселение в Иркутскую губернию.
После объявленной Временным правительством амнистии переехал в Калугу к сестре (в марте 1917 г.). Был избран председателем Калужской организации РСДРП(б) и редактором газеты «Рассвет».
В 1917—1918 годах — председатель Калужского губернского бюро РСДРП(б), председатель Калужского военно-революционного комитета, одновременно — в январе-марте 1918 года — председатель исполнительного комитета Калужского губернского Совета. 5 февраля 1918 года провозгласил создание Калужской советской республики, а себя — председателем её Совнаркома. Однако 26 апреля был отстранен от работы в губернском исполнительном комитете, оставаясь руководителем партийной организации.
В 1918—1919 годах — председатель Калужского губернского комитета РСДРП(б)-РКП(б).

В начале 1919 года в результате внутрипартийного конфликта был вынужден уехать из Калуги. 
Участник Гражданской войны, в январе-августе 1919 года — редактор газеты «Красноармейская правда» Штаба Южного фронта. В 1919—1920 годах — председатель Козловского уездного комитета РКП(б) (Тамбовская губерния), в марте-октябре 1920 года — заведующий агитационно-пропагандистским отделом Тамбовского губернского комитета РКП(б).
В 1920—1922 годах — секретарь Партийной комиссии РКП(б), начальник организационно-инструкторского отдела политического управления Южного фронта. В марте 1921 года участвовал в подавлении Кронштадтского мятежа.
- 1925—1927 гг. — учёный секретарь Главного управления политического просвещения Народного комиссариата просвещения РСФСР,
- 1927—1929 гг. — председатель Политической секции Лекционного бюро Московского губернского — областного Совета профсоюзов,
- 1929—1935 гг. — председатель Московского городского Шефского Совета,
- 1935—1937 гг. — начальник Управления плодоводства Московского областного земельного управления.

Делегат VIII, IX и X съездов РКП(б)-ВКП(б). На 5 Всеукраинском съезде Советов избирался членом ВУЦИК.
Арестован 19 июня 1937 года, в феврале 1938 года Военной коллегией Верховного суда СССР приговорен к высшей мере наказания по обвинению в участии в контрреволюционной террористической организации 10 февраля 1938 расстрелян на полигоне «Коммунарка». 
В 1956 году посмертно реабилитирован.
Жена — Анна Абрамовна Освенская (1908—1997). Дочь — Елена Петровна Витолина.